# Zona reservada de Ancón
La zona reservada de Ancón es un área protegida en el Perú. Se encuentra en la región Lima, en la provincia de Lima.
Fue creada el 10 de mayo del 2013, mediante Resolución Ministerial Nº 140-2013-MINAM. Tiene una extensión de 2 193.01 hectáreas. Está ubicada en los distritos de Ancón y Puente Piedra la provincia de Lima, región Lima.
Dicha zona, tiene un gran potencial de investigación para estudiantes y científicos, pues el ecosistema del desierto costero y el área marina de la Bahía de Ancón presentan componentes bióticos con adaptaciones especiales, es un espacio que genera y promueve el valor de la conservación de los recursos naturales del desierto de la costa.
- Anexo:Áreas marinas protegidas del Perú